# Mór Perczel

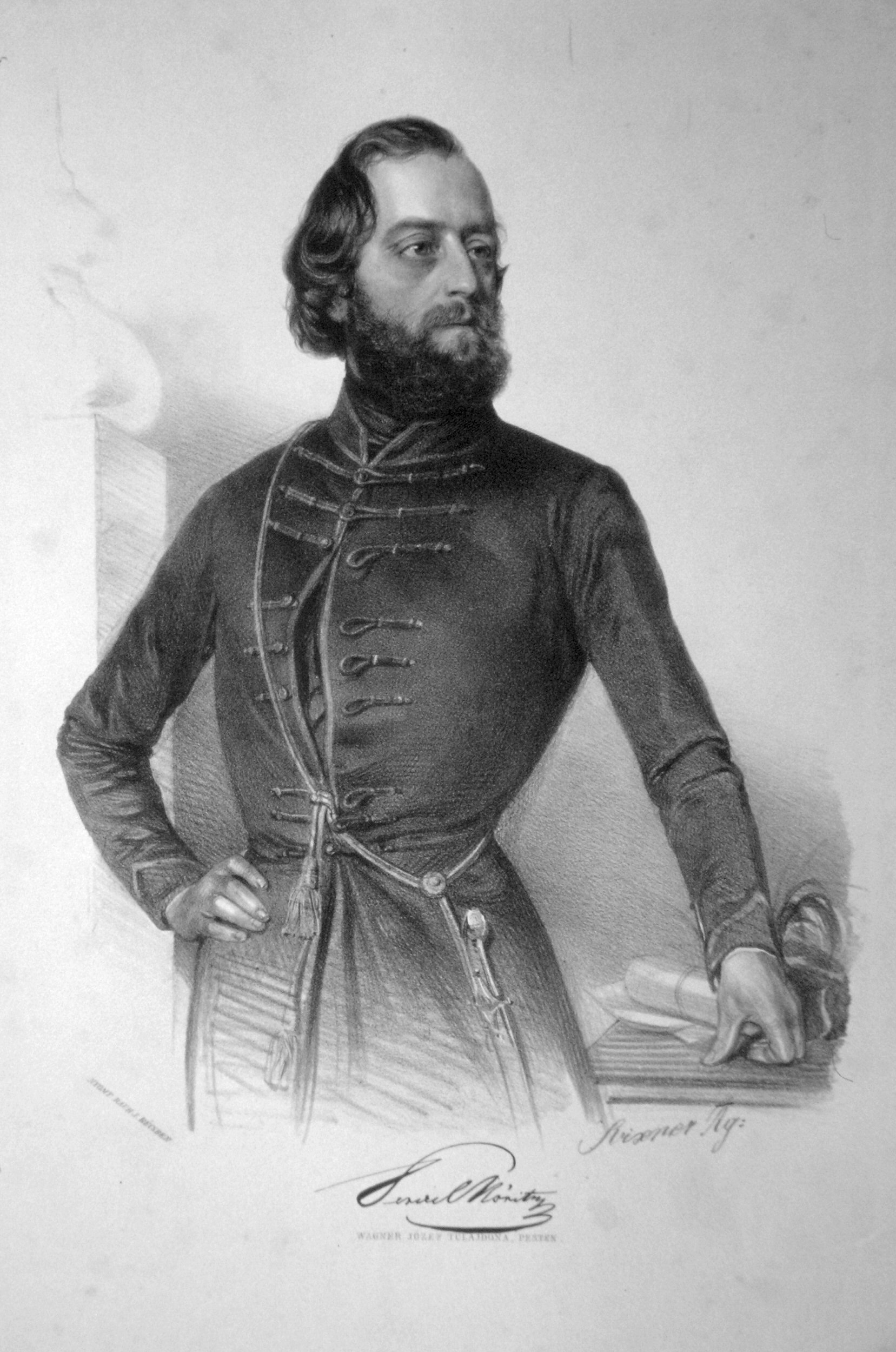
Mór Perczel, Lithographie von August Strixner, um 1848

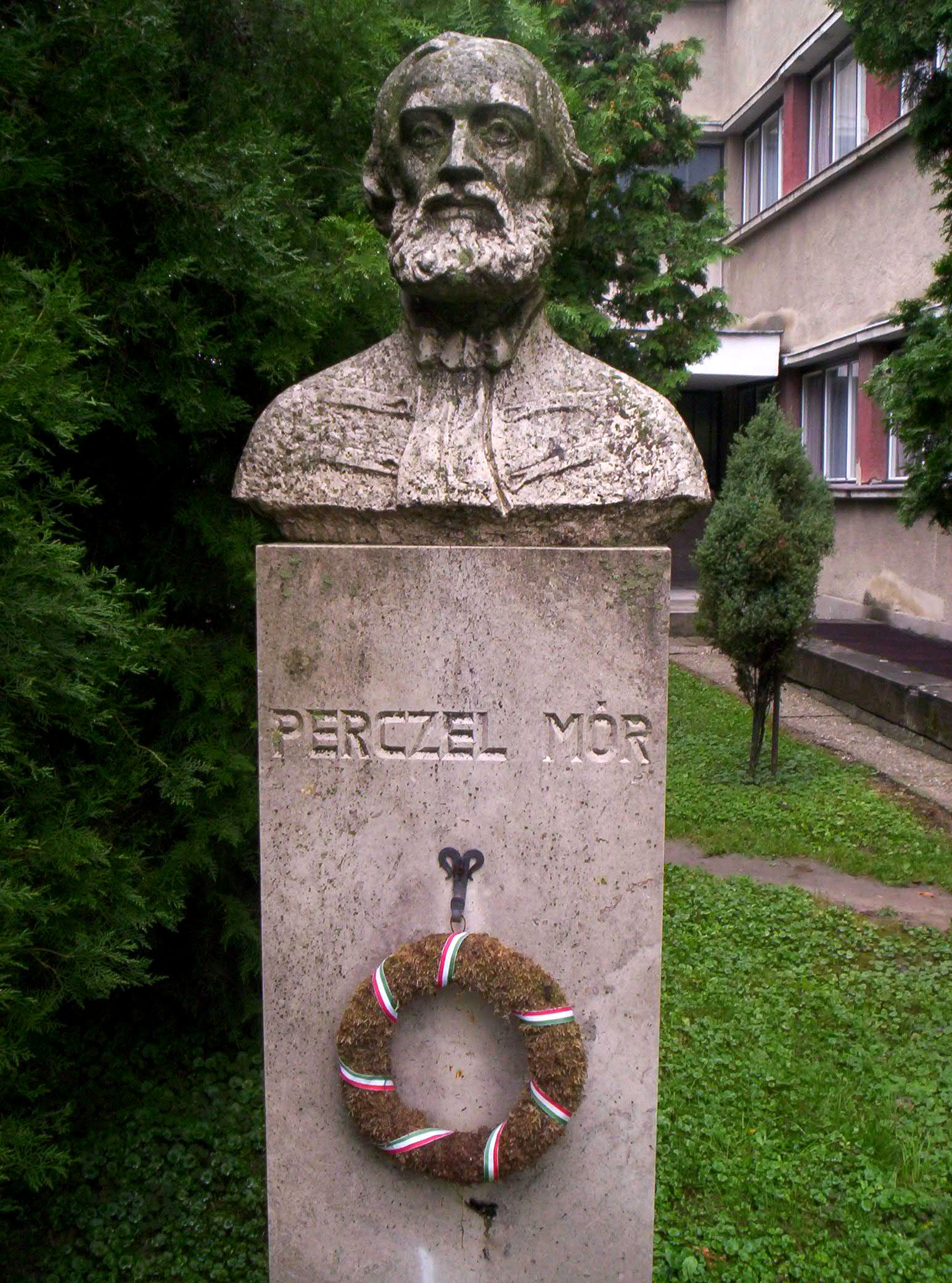
Büste von Moritz Perczel (ung: Perczel Mór) in Bonyhád

Mór Perczel von Bonyhád  (auch Moritz Perczel, * 14. November 1811 in Bonyhád; † 25. Mai 1899 ebenda) war ein ungarischer Revolutionsgeneral und Politiker.

## Leben
Perczel wurde von 1817 bis 1824 vom Dichter Mihály Vörösmarty erzogen und war Bruder des späteren Justizministers Béla Perczel. Er errichtete auf Landeskosten am 16. September 1848 ein Freikorps und zwang mit diesem das 10.000 Mann starke Armeekorps unter Roth und Philippovich auf offenem Feld zur Waffenstreckung. Hierfür wurde er zum Generalmajor ernannt. Am 31. Dezember wurde er von den Österreichern bei Moor angegriffen und sein Korps großenteils gesprengt. Perczel ging dann mit neu gebildeten Freischaren zum Entsatz von Peterwardein ins Banat, wo er seit dem 22. März sehr schnell Sieg auf Sieg erkämpfte, so bei Zombor, Sireg und Horgos. Er verstärkte dann die Besatzung von Peterwardein. Später nahm er die Serbenburg bei Szenttmás ein, wurde aber von der österreichisch-russischen Hauptmacht bis nach Szegedin gedrängt. Da er den Plänen Görgeys und der Regierung nicht zustimmte, wurde er am 29. Juli seines Kommandos enthoben. Ungeachtet dessen kämpfte Perczel unter Graf Henryk Dembiński bei Temesvár.  
Nach der Kapitulation von Világos am 13. August flüchtete er in das Osmanische Reich und ging 1851 nach London. Im selben Jahr wurde er in Abwesenheit zum Tode verurteilt und am 21. September in Pest in effigie gehängt. Ab 1853 lebte er auf der Insel Jersey und von 1862 bis 1867 in Brüssel. 
Nach der allgemeinen Amnestie 1867 kehrte Perczel nach Ungarn zurück, wurde in das Abgeordnetenhaus gewählt. Dort gehörte er der Deák-Partei an, als deren Präsident er 1873 und 1874 einen hervorragenden Einfluss ausübte. Danach lebte er bis zu seinem Tod zurückgezogen auf seinen Besitzungen in Bonyhád.